# Marshfield (Vermont)
Marshfield est une municipalité (town) américaine de l'État du Vermont, située dans le comté de Washington. Lors du recensement de 2020, sa population s'élevait à 1 583 habitants.

## Géographie
La municipalité s'étend sur 112,4 km2 au centre du Vermont, dans le nord-est de l'agglomération de Montpelier, et est traversée par la Winooski.

### Municipalités limitrophes
| Woodbury        | Cabot      | Peacham |
| Calais          | Marshfield |         |
| East Montpelier | Plainfield | Groton  |

## Histoire
La localité a été fondée par le capitaine Isaac Marsh qui a acheté le terrain aux Amérindiens.

## Politique et administration
La municipalité est administrée par un conseil de trois membres élus (Selectboard) qui est responsable de la conduite générale des affaires locales. Il a pour fonctions de publier les règlements locaux, préparer le budget, superviser toutes les dépenses, gérer les employés municipaux et contrôler les bâtiments et les biens publics. Il est assisté de « justices de paix » élus et d'un administrateur (clerk town), réunis au sein du Conseil de l'autorité civile.